# ゴルディアヌス2世
ゴルディアヌス2世（Gordianus II, 192年 - 238年4月12日）は、軍人皇帝時代のローマ皇帝（在位：238年）。正式な名前はマルクス・アントニウス・ゴルディアヌス・センプロニアヌス・ロマヌス・アフリカヌス (Marcus Antonius Gordianus Sempronianus Romanus Africanus)。ゴルディアヌス2世はゴルディアヌス1世の息子にあたり、両者が共同統治として同時に皇帝になったため、区別のためにこう呼ばれる。

## 生涯
母親は哲学者ヘロデ・アッティクスの娘であったという。妹にのちの皇帝ゴルディアヌス3世の母親アントニア・ゴルディアナがいる。
ゴルディアヌス2世の早期の記録は記述のみで史的確証がない。彼の死後、ゴルディアヌスを懐かしく思う元老院議員たちがよい部分のみ残したからで、信用性に足りるとは必ずしも言えない。それによると、エラガバルスの治世の時にクァエストルを務め、アレクサンデル・セウェルスの治世ではプラエトルと補欠執政官を務めたらしい。237年から父親の命でアフリカ属州の総督となった。
235年低地ゲルマニア属州にてアレクサンデル・セウェルスが殺害される。首謀者はマクシミヌス・トラクスで、元老院の消極的な態度にもかかわらずすぐに軍団により皇帝に擁立された。そして地方の圧力を受けた父親ゴルディアヌス1世は238年マクシミヌスに兵を挙げ、3月22日元老院よりアウグストゥスの称号を受ける。登位の際に高齢のゴルディアヌス1世は息子であるゴルディアヌス2世を共同皇帝として指名、同時に帝位に就いた。マクシミヌスが不人気であったために元老院や属州の多くから支持はされたという。
しかし、南方のヌミディア属州総督カペリアヌスはマクシミヌスの支持者で、マクシミヌスと同盟を結んだ総督カペリアヌスは手持ちの第3軍団アウグスタを率いてゴルディアヌス2世のいるアフリカ属州に進攻、ゴルディアヌス2世はこれを迎え撃つも敗れ238年の末に戦死した。
ゴルディアヌス2世の死から30年後にガッリエヌス帝を殺害して皇帝に即位したクラウディウス・ゴティクス（クラウディウス2世）は、ゴルディアヌス2世の私生児との噂もあったようだが、おそらくは卑賤の出であり、詳しい出自は不明である。